# Dżantörö Satybałdijew
Dżantörö Dżołdoszewicz Satybałdijew (kirg. Жантөрө Жолдошевич Сатыбалдиев; ur. 6 stycznia 1956 w Oszu) – kirgiski polityk, minister transportu i komunikacji w latach 1997–2000, wicepremier od 2003 do 2005 oraz od 2010 do 2011. Premier Kirgistanu od 5 września 2012 do 25 marca 2014.

## Życiorys
Dżantörö Satybałdijew urodził się w 1956 w obwodzie oszyńskim. W 1979 ukończył studia na Wydziale Inżynierii i Konstrukcji Politechniki we Frunze. Po zakończeniu nauki w latach 1980–1992 pracował w firmie budowlanej „Jużdortransstroj”.
Od 1992 do 1996 pełnił funkcję pierwszego wiceministra transportu. W latach 1996–1997 był dyrektorem generalnym ds. odbudowy drogi Biszkek–Osz. Od 1997 do 2000 zajmował urząd ministra transportu i komunikacji. W latach 2000–2001 był szefem administracji lokalnej Osz, a od 2001 do 2003 burmistrzem miasta. W latach 2003–2005 pełnił funkcję specjalnego przedstawiciela prezydenta ds. bezpieczeństwa energetycznego w randze wicepremiera. W marcu 2005 uzyskał mandat deputowanego do Rady Najwyższej.
Po tulipanowej rewolucji, od marca 2006 do listopada 2007 zajmował stanowisko gubernatora obwodu oszyńskiego. Został odwołany z tej funkcji na mocy dekretu prezydenta Kurmabeka Bakijewa, a przeciwko ówczesnej administracji lokalnej wszczęte zostało postępowanie kryminalne pod zarzutem przekroczenia uprawnień. Od 2008 do 2011 pełnił funkcję dyrektora generalnego firmy LLC „Katel”, jednego z największych operatorów telefonii komórkowej w Kirgistanie.
Po rewolucji kirgiskiej z 2010, w czerwcu 2010 został mianowany dyrektorem generalnym ds. odbudowy miasta Osz i Dżalalabad, a w lipcu 2010 pierwszym wicepremierem w administracji Rozy Otunbajewej. 2 grudnia 2011 prezydent Ałmazbek Atambajew powołał go na stanowisko szefa swojej administracji.
3 września 2012, po upadku rządu premiera Ömürbeka Babanowa i sformowaniu nowej koalicji przez Socjaldemokratyczną Partię Kirgistanu, Ata Meken oraz Ar Namys, został jej kandydatem na stanowisko nowego szefa rządu. 5 września 2012 jego kandydaturę zatwierdził parlament, głosami 111 ze 113 deputowanych.
25 marca 2014 złożył na ręce prezydenta Atambajewa dymisję swojego gabinetu. Rezygnacja została przyjęta tego samego dnia. Do czasu utworzenia nowego rządu obowiązki premiera tymczasowo powierzono obecnemu wicepremierowi – Dżomartowi Otorbajewowi. Satybałdijew był najdłużej urzędującym premierem od czasu przejścia Kirgistanu na system parlamentarny w 2010 roku.